# Bailo
Bailo és un municipi aragonès situat a la província d'Osca i enquadrat a la comarca de la Jacetània.
La temperatura mitjana anual és de 9,7° i la precipitació anual, 850 mm.